# Vouacapoua macropetala
Vouacapoua macropetala är en ärtväxtart som beskrevs av Noel Yvri Sandwith. Vouacapoua macropetala ingår i släktet Vouacapoua och familjen ärtväxter. Inga underarter finns listade i Catalogue of Life.